# Diego Medina García
Diego Medina y García ( Montoro, Córdoba, 1866–Madrid; 1 de febrero de 1942) fue un jurista español que ocupó la presidencia del Tribunal Supremo entre 1931 y 1936.

## Biografía
Fue fiscal, siendo destinado en Granada, Sevilla, Barcelona y Madrid. A finales de 1923 es nombrado presidente de la Audiencia Territorial de Madrid, de la que era fiscal desde unos meses antes. Cuando estuvo destinado en Barcelona (desde 1906 a 1911 y de 1921 a 1923) atendió diversos procesos, relacionados con la conflictividad social que afectó a la ciudad durante las primeras décadas del siglo XX (destacando la Semana Trágica y el fenómeno del pistolerismo). Entre otros asuntos, Diego Medina y García inició las diligencias judiciales por el asesinato de Salvador Seguí y promovió la acusación pública contra el sospechoso del asesinato de Pau Sabater.
En 1930 se convierte en magistrado del Tribunal Supremo y, ese mismo año, llegó a ocupar la presidencia de la Sala de lo Civil. En 1931, año de la proclamación de la Segunda República, ocupó la presidencia del Tribunal Supremo, sustituyendo a José María Ortega Morejón que la había ostentado durante unos meses. El 21 de agosto de 1936, un mes después del estallido de la Guerra Civil, Diego Medina y García fue obligado a abandonar la presidencia por la tibieza mostrada cuando el gobierno solicitó una declaración de lealtad al régimen republicano del personal de la Administración de Justicia a causa del Golpe de Estado de julio de 1936. Fue sustituido de forma provisional por el magistrado Mariano Gómez González. 
A pesar de su cese por las autoridades republicanas, finalizada la guerra civil, fue sometido a un consejo de guerra por parte de los vencedores (Causa 2198) y se le abrió un expediente de depuración en el mes de febrero de 1940 por el que fue separado de la magistratura definitivamente en el mes de junio de aquel año.
Es citado en la obra Un día en la vida de José Castán Tobeñas de Antonio Serrano González, la novela de Eduardo Mendoza, La verdad sobre el caso Savolta, está dedicada a él y es uno de los tres presidentes cordobeses del Tribunal Supremo estudiados por el profesor José Manuel González Porras en su obra Tres cordobeses en la presidencia del Tribunal Supremo de España.
| Predecesor: José María Ortega Morejón | Presidente del Tribunal Supremo 1931 - 1936 | Sucesor: Mariano Gómez González |